# The Fan - Il mito
The Fan - Il mito (The Fan) è un film del 1996 diretto da Tony Scott, con protagonisti Robert De Niro, Wesley Snipes e Benicio del Toro.
Basato sul romanzo L'idolo (The Fan) di Peter Abrahams, The Fan è un thriller che segue Gil Renard (De Niro) e la crescita della sua ossessione. La maggior parte del film ruota intorno al mondo del baseball, esplorando appieno la vita dei cosiddetti fanatici.

## Trama
Gil Renard è un rappresentante di coltelli, accanito tifoso della squadra di baseball dei San Francisco Giants; uomo schivo ed emarginato, con un divorzio alle spalle e frustrato dai frequenti insuccessi al lavoro. Il giorno della prima partita stagionale porta il figlio, che vive con la madre, allo stadio per vedere il nuovo acquisto della squadra: il campione Bobby Rayburn, di cui Gil è un grande fan. A metà del quarto inning, però, Gil abbandona il figlio allo stadio per un appuntamento di lavoro. Il ragazzino viene accompagnato a casa da una coppia di anziani accortisi dell'accaduto. Gil si presenta a casa del bambino e dell'ex moglie per sincerarsi della condizione del figlio e s'intrufola nonostante gli sia stato chiesto di andarsene. Questo comportamento costa a Gil un'ordinanza restrittiva che gli impedisce di avvicinarsi a meno di cento metri dal bambino.
Intanto, anche a causa di un lieve infortunio procuratosi in partita, le prestazioni di Rayburn non sono all'altezza delle aspettative; mentre il malumore dei tifosi cresce Gil sembra essere uno dei pochi fan rimasti a sostenere Rayburn, a dispetto delle critiche della stampa e degli altri tifosi che lo fischiano.
Qualche giorno dopo Gil assiste a un litigio nel bagno di un bar tra Bobby e Juan Primo, astro nascente della squadra, capendo dalle parole di Rayburn che il suo scarso rendimento è anche influenzato dal desiderio di riavere la maglia con il numero 11, indossata dal collega che, viceversa, sta disputando una grande stagione.
Gil, nel frattempo, finisce per perdere il lavoro e il baseball diventa, ancora più di prima, la sua unica ragione di vita. Inizia a convincersi che l'unico modo per aiutare il suo idolo Bobby Rayburn a riacquistare la sua forma sia quello di persuadere Juan Primo a cedergli la sua maglia numero 11.
Gil inizia a pedinare Primo, fino a quando non lo intercetta nella sauna di un albergo; prova a convincere Primo a lasciare il numero 11 a Bobby, ma quando Primo caccia a male parole Gil nasce una colluttazione fra i due: Gil uccide Primo, accoltellandolo all'arteria femorale.
Alla notizia del fatto Bobby si sente in colpa per avere litigato con il compagno di squadra solo pochi giorni prima, e anche l'atmosfera che si respira in squadra gli è ostile. Rayburn, alla prima partita dopo la morte di Primo, fa una grande prestazione, cui ne seguono altre nelle settimane seguenti, al punto che la folla torna ad acclamarlo. Le indagini per scoprire chi ha ucciso Primo vanno avanti senza successo e Gil intanto, sempre più ossessionato da Rayburn, si reca spesso nei pressi della casa sul mare del giocatore, fino a quando un giorno, vedendo il figlio di Rayburn in pericolo di annegamento, si getta in mare e lo salva. Rayburn gli è riconoscente e lo invita in casa per offrirgli una birra. Gil, sorprendentemente, non si descrive a Rayburn come un tifoso di baseball; così Rayburn, non sapendo di avere a che fare con un suo fan, ammette a Gil di non sopportare quei tifosi fanatici che vivono in funzione dei loro idoli, chiamandoli "falliti". Gil si ritrova spiazzato dalle parole del campione e diventa improvvisamente ostile nei confronti di Rayburn, anche perché è convinto di averlo aiutato a ritrovare il posto in squadra dopo avere ucciso Primo. 
Sentendosi tradito dal suo mito Gil torna a casa di Rayburn per rapire il figlio di Bobby. Rayburn, accortosi della scomparsa del figlio e del furto del suo fuoristrada, chiama il numero del telefono dell'auto. Al telefono risponde Gil, che rivela al giocatore di essere stato lui ad avere ucciso Primo e ribadisce a Bobby la sua convinzione che egli sia in debito con lui.
Non sapendo dove andare Gil cerca ospitalità a casa di Coop, un suo vecchio compagno di squadra di quando era ragazzo; l'uomo, resosi poi conto dell'instabilità mentale del vecchio amico, approfitta di un momento di distrazione di Gil per aiutare il ragazzino a scappare. Gil però colpisce Coop a morte con una mazza da baseball e riesce a raggiungere e catturare di nuovo il ragazzo.
Intanto Rayburn, aiutato dalla polizia, riesce a rimettersi in contatto con Gil, che chiede espressamente al giocatore che nella partita odierna non solo giochi, ma che gli dedichi anche un home run, altrimenti ucciderà suo figlio.
Gil raggiunge lo stadio dei Giants e nasconde il figlio di Rayburn in uno scantinato accanto allo stadio. Rayburn si ritrova a giocare sotto una pioggia torrenziale, il che mette a rischio il prosieguo della partita, ma proprio alla fine il giocatore riesce a battere il tanto agognato home run; vedendoselo però annullare dall'arbitro. Bobby si avvicina al direttore di gara per protestare, ma si accorge che quest'ultimo è proprio Gil. Decine di poliziotti si dirigono sul campo con le armi in pugno. Gil ormai è sotto tiro, mentre Rayburn prega i poliziotti di non sparare, perché solo Gil sa dove si trovi il figlio. Gil sfida Rayburn a battere un suo lancio, ma in mano non ha una palla, bensì un coltello. Prima che Gil lo sferri la polizia gli spara contro numerose volte, uccidendolo. Alla fine dopo varie ricerche il figlio di Rayburn viene finalmente ritrovato incolume.

## Curiosità
- La canzone che si sente quando si vede la serie di battute vincenti di Juan Primo, a partire dalla partita contro i Colorado Rockies, è Bem, Bem, María dei Gipsy Kings.

- L'attore Wesley Snipes aveva già interpretato il ruolo di giocatore di baseball nel film Major League - La squadra più scassata della lega.

## Riconoscimenti
- 1997 - MTV Movie Awards
  - Nomination Miglior cattivo a Robert De Niro
- 1997 - Festival internazionale del cinema di San Sebastián
  - Nomination Concha de Oro a Tony Scott
- 1997 - Blockbuster Entertainment Awards
  - Miglior attrice non protagonista in un film d'avventura/drammatico a Ellen Barkin